# Parisolea spinitarsis
Parisolea spinitarsis är en skalbaggsart som beskrevs av Delgado, Blackaller och Gomez 2006. Parisolea spinitarsis ingår i släktet Parisolea och familjen Rutelidae. Inga underarter finns listade i Catalogue of Life.